# Joe Ruby
Joseph Ruby, detto Joe (Los Angeles, 30 marzo 1933 – Westlake Village, 26 agosto 2020), è stato un animatore, produttore televisivo e montatore statunitense.

## Biografia
Joe Ruby iniziò la sua carriera di animatore alla Walt Disney Productions, occupandosi anche di montaggi, per poi passare alla Hanna-Barbera Productions, dove conobbe Ken Spears, col quale creò le serie di animazione Scooby-Doo e Mantalo. I due poi aprirono la casa di produzione Ruby-Spears, da cui scaturirono Mister T. e altre serie animate.
Joe Ruby è morto nell'estate del 2020, lasciando la moglie Carole, con la quale rimase sposato per ben 63 anni, e i loro 4 figli.